# Piotr Rareș
Piotr Rareș (rum. Petru Rareș, zwany również potocznie przez Polaków Petryłą; ur. ok. 1487, zm. 1546) – hospodar Mołdawii w latach 1527–1538 i 1541–1546 z rodu Muszatowiczów.
Był nieślubnym synem jednego z najwybitniejszych hospodarów mołdawskich Stefana Wielkiego i jego nałożnicy Marii Rareș. Przed objęciem tronu trudnił się handlem rybami, później udał się do Polski gdzie na życzenie brata Bogdana III Ślepego został uwięziony w Malborku. Władzę zdobył po śmierci swego bratanka Stefana Młodego w styczniu 1527. Początkowo starał się utrzymać dobrosąsiedzkie relacje z Polską, Węgrami i Turcją, lecz jednak jego ambicje stworzenia Wielkiej Mołdawii doprowadziły do nieudanych wojen z królem węgierskim Ferdynandem I o Siedmiogród (do którego Piotr miał roszczenia) i królem polskim Zygmuntem I Starym o Pokucie (oddane Polsce przez Bogdana Ślepego). Klęska pod Obertynem w 1531 i układ polsko-turecki z 1533 były początkiem końca jego władzy.
Mimo początkowego ulegania Turcji dążenia Piotra do samodzielności nie mogły się podobać Wysokiej Porcie – w 1534 została podjęta pierwsza turecka próba usunięcia go z tronu, nieudana, na którą Piotr odpowiedział zawierając w 1535 układ wasalny z cesarzem Ferdynandem. Miał jednak przeciwko sobie nie tylko Turcję, ale także Polaków, z którymi wciąż toczył walki o Pokucie i opozycję wielkich bojarów, niezadowoloną z umacniania władzy wewnętrznej przez Piotra i odsuwania ich od udziału w rządach. W 1538 na Mołdawię ruszyły wyprawy turecko-tatarska oraz polska. Piotr zdołał zawrzeć układ z Polską zrzekając się ostatecznie Pokucia oraz pokonać Tatarów, jednak wielcy bojarzy oddali Suczawę Turkom i uznali za hospodara narzuconego przez sułtana Sulejmana I Wspaniałego bratanka Petryły, Stefana Szarańczę, uległego wobec Turcji. Piotr znalazł schronienie na dworze siedmiogrodzkim Jana Zapolyi, od Mołdawii oderwany został ostatni region panowania mołdawskiego nad Morzem Czarnym – Budziak oraz położone nad Dniestrem miasto Tighina.
Nowe rządy nie budziły jednak zadowolenia bojarów, którzy zamordowali Stefana Szarańczę i na hospodara wybrali Aleksandra Corneę. Ten próbował odzyskać utracone tereny na południu, wobec czego sułtan zwrócił się do Piotra z propozycją powrotu na tron hospodarski. Za cenę zgody na podniesiony haracz, uznania panowania tureckiego na spornych terenach oraz pozostawienia załogi tureckiej w Suczawie, Piotr wrócił do władzy w 1541, zabijając Aleksandra Corneę i mszcząc się jednak na bojarach, którzy zdradzili go w 1538. Nie porzucił wówczas całkowicie myśli o uniezależnieniu się od Turcji, próbując ponownie wciągnąć Habsburgów do wspólnej akcji antytureckiej, jednak bezskutecznie. W późniejszym okresie panowania nie podejmował już prób uniezależnienia się od Porty.
Petryła zmarł w 1546 roku, pochowany został w monastyrze Probota. Jego następcą był jego syn Eliasz II, na tronie mołdawskim zasiadali potem także inni jego synowie Stefan VI oraz Jan Sas.
Antytureckie zmagania Piotra znalazły wyraz także w sztuce jego okresu. Właśnie w okresie jego panowania zaczęto w Mołdawii tworzyć monumentalne malowidła ścienne na zewnętrznych ścianach cerkwi, z których najstarsza zachowana jest cerkiew w Probota (1532).